# Michael Innerkofler

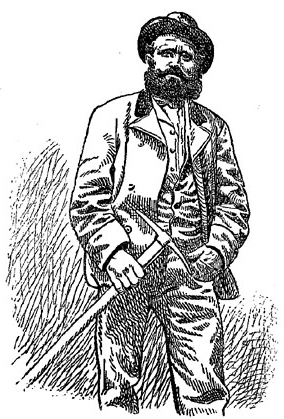
Michel Innerkofler

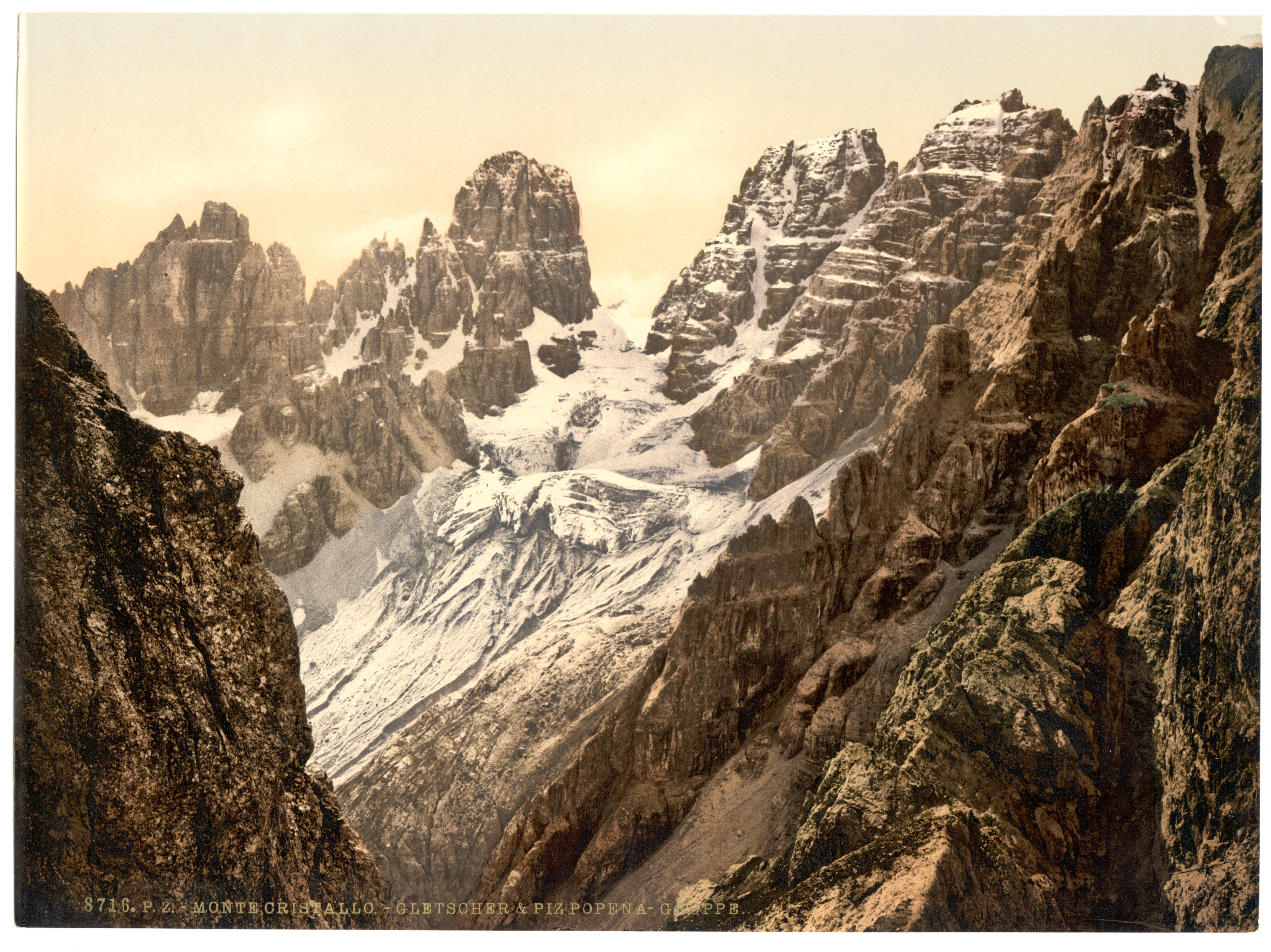
Der Cristallo-Gletscher um 1890, wo Innerkofler durch Spaltensturz tödlich verunglückte.

Michael Innerkofler (* 30. Juli 1844 in Sexten; † 20. August 1888 am Monte Cristallo), bekannt als Michel Innerkofler,  war ein Tiroler Bauer und Bergführer.

## Leben
Michael Innerkofler gilt als einer der bedeutendsten Erschließer der Dolomiten, im Besonderen der Sextener Dolomiten, der viele Erstbesteigungen und Erstbegehungen zu verzeichnen hatte. Besonders bekannt wurde er durch die Erstbesteigung der Kleinen Zinne im Jahr 1881 mit seinem Bruder Hans Innerkofler, die als eine der bedeutendsten Touren ihrer Zeit und als Meilenstein in der Entwicklung des Kletterns im steilen Fels galt. Nur einen Monat danach führte er Demeter Diamantidi als ersten Touristen auf den Gipfel und bestieg mit ihm (und teilweise seinem Bruder Hans) noch am selben Tag auch die Große und die Westliche Zinne. Unter seinen weiteren Erstbesteigungen sind der Zwölferkofel (1874), der Elferkofel (1878), die Westliche Zinne (1879), die Grohmannspitze (1880 im Alleingang) und der nach ihm benannte Innerkoflerturm (1880) zu erwähnen. Er erschloss weiters mehrere neue Anstiege auf den Monte Cristallo, den er mehr als 300 Mal bestieg:

„Am 19. September d. J wurde der Monte Cristallo von Professor Minnigerode aus Greifswald zum ersten Male direkt von Schluderbach aus mit Vermeidung des Cristallpasses durch die Schneeklamme zwischen der höchsten und mittleren Cristallspitze erstiegen – eine Tour, die bis jetzt für unmöglich gehalten wurde. Führer war der Plonersche Knecht Michael Innerkofler, dessen Vorsſicht und Tüchtigkeit von dem kühnen Ersteiger sehr gelobt wird.“

Innerkofler begleitete in den Dolomiten unter anderem Julius Kugy, die Gebrüder Emil und Otto Zsigmondy sowie Baron Roland von Eötvös. Des Weiteren führte er mit der 21-jährigen Hotelierstochter aus Schluderbach Anna Ploner 1874 die erste Frau auf den Monte Cristallo und auf die Große Zinne.
1888 kam er durch einen Spaltensturz am Cristallo-Gletscher ums Leben. Zwei von Innerkofler geführte Touristen, die ebenfalls abgestürzt waren, wurden nur leicht verletzt.
Michael Innerkoflers Cousin Josef Innerkofler war ebenfalls Bergführer. Auch er fand durch einen Bergunfall den Tod, und zwar am 6. September 1892 beim Aufstieg zur Fünffingerspitze.

„Wenn Einer nur den festen Willen hat, hinaufzukommen, so bringt ihn ein guter Führer fast überall hin, auch wenn er gar nichts kann.“